# Мінійська кераміка

Мінійські ойнохоя та канфар, знайдені у похованні дитини, Археологічний музей Олімпії

Міні́йська кера́міка — специфічний тип кераміки, характерний для середньоелладського періоду доісторичної Стародавньої Греції, поступово витісненого мінойською керамікою наприкінці зазначеного періоду.
Вперше термін використав Генріх Шліман по відношенню до темної лощеної кераміки, виявленої при розкопках беотійского міста Орхомена, де правив легендарний цар Міній. Мінійці — напівлегендарний догрецький народ Греції. У другій половині 20 століття серед археологів було прийнято вважати, що мінійська кераміка пов'язана з експансією носіїв давньогрецької мови. Ближче до кінця XX століття, у зв'язку з виявленням спадкоємності між мінійською й ранішньою керамікою, почала поширюватися точка зору про автохтонне походження даного типу кераміки. Нині набула поширення також третя точка зору про те, що експансія греків на Балкани була не разовим вторгненням, а поступовим хвилеподібним проникненням з півночі носіїв Усатівської культури з поступовим підпорядкуванням і/або асиміляцією місцевих культур впродовж елладського періоду, у зв'язку з чим неправомірно розглядати дану кераміку як «тільки автохтонну» або «тільки грецьку».

## Дискусія щодо культурної приналежності кераміки
Спочатку Алан Вейс і Карл Блеген не пов'язували мінійську кераміку з хвилею грецьких прибульців на Балкани. Обидва археологи розглядали несподівану поява мінійської кераміки як один з двох переломних моментів в еволюції грецької кераміки від неоліту до Мікенської Греції. Врешті-решт вони прийшли до висновку, що «мінійська кераміка являє собою введення нову культурну традицію.»
До 1960-х років мінійська кераміка нерідко пов'язувалася з північними вторгненнями, які зруйнували ранньоелладську культуру і створили середньоелладську. Проте Джон Л. Каскі (англ. John L. Caskey), який проводив розкопки у низці діяльнок Греції (наприклад, у Лерні), остаточно встановив, що мінійська кераміка була прямим нащадком сірої лощеною кераміки тиринфської субкультури ранньоелладского періоду III. Каскі також встановив, що чорний різновид мінійської кераміки розвинувся з «темної лощеної і полірованої» кераміки ранньоелладського періоду III. Таким чином, мінійська кераміка була присутня у Греції вже з 2200–2150 років до н. е. У прототипах мінійської кераміки немає нічого «північного». Виняток становить поширення мінійської кераміки з центральної Греції на північний захід Пелопоннесу, що можна розглядати як «рух з півночі» по відношенню до Пелопоннесу. Нині залишається відкритим питання, чи мінійська кераміка — автохтонний винаходом Греції, чи продовження традицій, занесених з інших місць.

## Форми і стилі
Мінійська кераміка — монохромна лощена кераміка, виготовлена з тонкозернистої глини. Зустрічаються жовтий, червоний, сірий і чорний (аргівський) різновиди. Серед типів частіше зустрічаються відкриті форми, такі, як канфари. Останні являють собою подальший розвиток чаш і канфарів тиринфської культури (за Ренфрю) ранньоелладского періоду III.
Сіра мінійська кераміка має кутасту форму, що може бути відображенням форми металевих прототипів. Проте цій гіпотезі суперечить те, що металеві предмети середньоелладського періоду зустрічаються рідко, а металеві посудини — майже ніколи. Кутаста форма може пояснюватися використанням швидкого гончарного кола. «Кільцеві ніжки» (або ж п'єдестальні ніжки з високими ребрами) — важлива характеристика сірої мінійської кераміки середньоелладського періодів II і III в Центральній Греції. Ця ж характеристика властива і келихам жовтої мінійської кераміки середньоелладського періоду III з Коринфа й Арголіди. На останній стадії середньоелладського періоду «кільцеві ніжки» з легкими насічками частково витісняють звичайні ніжки або кільцеві основи в північно-західному Пелопоннесі. Мінійська кераміка середньоелладського періоду I прикрашена канавками у верхній частині канфарів і чаш. У добу середньоелладського періоду II загальною характеристикою кераміки стають штамповані концентричні кола та «гірлянди» (або паралельні півкола), особливо на чорній (або аргівській) мінійській кераміці.

## Центри виробництва
Сіра мінійська кераміка в основному виявлена в Центральній Греції. Також вона зустрічалася на Пелопоннесі в добу середньоелладського періодів I та II. Чорна (або аргівська) мінійська кераміка, поширена на півночі Пелопоннесу, як правило, прикрашена штампованим орнаментом або нарізним орнаментом. Червона мінійська кераміка знайдена в Егіні, на півночі Кіклад та в Беотії. Жовта мінійська кераміка вперше з'являється у середньоелладському періоді II та III. Завдяки світлій поверхні цей тип кераміки прикрашався чорними матовими візерунками. З даної причини археологи нерідко замість терміна «жовта мінійська кераміка» використовують термін «кераміка матового забарвлення».